# Registro
Registro là một đô thị ở bang São Paulo.

## Thông tin dân số
- Tổng dân số: 53.752 người
  - đô thị hóa
    - đô thị: 43.066 (80,1%)
    - nông thôn: 10.686 (19,9%)

  - giới tính
    - nam giới: 26.837 (49,9%)
    - nữ giới: 26.915 (50,1%)
- Mật độ dân số: 75,04 habitantes por km²
- Tỷ lệ tử vong trẻ sơ sinh até cinco anos de idade: 4,65 por mil nascimentos
- Tuổi thọ bình quân: 69,57 anos
- Tỷ lệ sinh: 2,85 số trẻ trên mỗi bà mẹ
- Tỷ lệ biết đọc biết viết: 91,40%
- Chỉ số phát triển con người (HDI-M): 0,777
  - Chỉ số phát triển con người - Thu nhập: 0,719
  - Chỉ số phát triển con người - Tuổi thọ: 0,743
  - Chỉ số phát triển con người - Giáo dục: 0,869

Nguồn: điều tra dân số năm 2000 (IBGE).

## Kinh tế
GDP năm 2004 là R$ 272.259.579,80 theo Cục thống kê Brasi. Cơ cấu kinh tế như sau:
- Dịch vụ: 40,79
- Thương mại 32,00
- Nông nghiệp: 13,07
- Công nghiệp: 11,04
- Xây dựng: 3,09

Nguồn: Ministério do Trabalho e Emprego (MTE). Relação Anual de Informações Sociais (Rais). 2003